# Ільська Фатийма Саліхівна
Фатийма Саліхівна Ільська (нар. 31 грудня 1902, Оренбург, Росія — 15 листопада 1984, Казань, Татарстан) — радянська акторка театру і кіно, Народна артистка РРФСР.

## Життєпис
У 1915 році почала сценічну діяльність в Оренбурзькій татарській драматичній трупі «Ширкат». З 1916 року — акторка трупи «Сайяр», в 1921—1923 — акторка татарського театру в Ташкенті, в 1923—1983 роках — акторка Татарського державного академічного театру ім. Г. Камала.
Одна з основоположників національного сценічного мистецтва. Ільська своєю творчістю стверджувала реалістичні традиції в татарському театрі.

## Пам'ять
На згадку про акторку на будинку, де вона проживала більшу частину свого життя (Казань, вул. Максима Горького 17/9), встановлено меморіальну дошку.

## Ролі в театрі
- Луїза («Підступність і кохання» Ф. Шиллера)
- Діана («Собака на сіні» Лопе де Веги)
- Ділбар («Без вітрил» К. Тинчурін)
- Зулейха («Молоде життя» Г. Кулахметова)
- Фатіма («Пісня життя» Мірсай Амір)
- Катерина («Гроза» А. Островського)
- Тетяна («Вороги» М. Горького)
- Софія («Останні» М. Горького)
- Таня («Таня» А. Арбузова)
- Айсилу («Тривожні дні» Т. Гіззата)
- Фатіма Сабрі («Фатіма Сабрі» Сахиба Джамала)
- Грала також в трагедіях В. Шекспіра, комедіях Лопе де Вега, П. Бомарше.

## Звання та нагороди
- Орден Трудового Червоного Прапора

- Народна артистка Татарської АРСР (1939)
- Заслужена артистка РРФСР (1940)
- Народна артистка РРФСР (1967)